# Torneio Internacional de Israel de 1958
O Torneio Internacional de Israel  foi um torneio de caráter amistoso, realizado em Israel, no ano de 1958.

## Jogos do campeão
- 24 de junho de 1958

 Flamengo 2 X 0  Hapoel Petah Tikva
- 27 de junho de 1958

 Flamengo 7 X 1   Hapoel Tel Aviv
- 30 de junho de 1958

 Flamengo 2 X 0   Fostiras

## Campeão
| Torneio Internacional de Israel de 1958 |
| --------------------------------------- |
| Flamengo Campeão                        |